# جعبه مندل

یک جعبه مندل مقیاس ۲

در ریاضیات، جعبه مندل یک فراکتال با شکلی جعبه‌مانند است که در سال ۲۰۱۰ توسط تام لو ساخته شده‌است. طراحی جعبه مندل مشابه مجموعه مندلبرو است؛ چرا که تحت تغییرشکل‌های هندسی خاص، مقادیر یک پارامتر به بی‌نهایت میل نمی‌کند. جعبه مندل نگاشتی از مجموعه ژولیا است، اما بر خلاف مجموعهٔ مندلبرو، می‌تواند در هر ابعادی تعریف شود. به‌دلیل نیاز در تصویرسازی، جعبه مندل معمولاً به‌صورت سه‌بعدی کشیده می‌شود.